# Liste des édifices labellisés « Architecture contemporaine remarquable » de l'Aisne
Cet article recense les édifices labellisés « Architecture contemporaine remarquable » de l'Aisne, en France.

## Liste
| Monument                                                           | Commune | Adresse | Coordonnées                      | Notice     | Date | Illustration               |
| ------------------------------------------------------------------ | ------- | --- | -------------------------------- | ---------- | ---- | -------------------------- |
| Village de l'Ouest 284 logements individuels « Modèle Innovation » | Laon    | Rue des Violettes Rue Jules-Romains Rue des Jonquilles Rue des Lilas Rue du Muguet Rue des Roses Rue des Jacinthes Rue de Bousson Rue des Jardiniers Rue des Fauvettes Rue des Mouettes Rue des Colombes | 49° 33′ 21″ nord, 3° 37′ 29″ est | ACR0001700 | 2022 | Image manquante Téléverser |